# Socjalizacja wtórna
Socjalizacja wtórna – składowa procesu socjalizacji obejmująca proces profesjonalizacji lub etatyzacji, kiedy w toku wzrastania jednostki do życia społecznego wchodzi ona do kolejnych wtórnych grup społecznych (instytucje religijne, zakłady pracy, partie polityczne itd.). Socjalizacja wtórna rozpoczyna się od momentu pojawienia się w socjalizacji uogólnionego innego.
Socjalizacja wtórna jest jednym ze składników dziesięciościanu edukacyjnego.